# Rudgea sessilis
Rudgea sessilis é uma espécie de planta do gênero Rudgea e da família Rubiaceae. 

## Taxonomia
A espécie foi descrita em 1881 por Johannes Müller Argoviensis. 
O seguinte sinônimo já foi catalogado:  
- Rudgea cipoana  Standl.

## Forma de vida
É uma espécie terrícola e arbustiva. 

## Conservação
A espécie faz parte da Lista Vermelha das espécies ameaçadas do estado do Espírito Santo, no sudeste do Brasil. A lista foi publicada em 13 de junho de 2005 por intermédio do decreto estadual nº 1.499-R. 

## Distribuição
A espécie é encontrada no estado brasileiro de Minas Gerais. 
A espécie é encontrada nos  domínios fitogeográficos de Cerrado e Mata Atlântica, em regiões com vegetação de mata ciliar.